# Sidi Makhlouf (délégation)
Sidi Makhlouf est une délégation tunisienne dépendant du gouvernorat de Médenine.
| Hommes | Classe d’âge | Femmes |
| ------ | ------------ | ------ |
| 619    | 75 ou +      | 608    |
| 1 440  | 60-74 ans    | 1 557  |
| 2 230  | 45-59 ans    | 2 627  |
| 3 224  | 30-44 ans    | 3 741  |
| 2 463  | 15-29 ans    | 2 594  |
| 3 759  | 0-14 ans     | 3 582  |